# Piero Longhi
Piero Longhi (Borgomanero, 12 dicembre 1965) è un pilota di rally italiano.

## Biografia
Ha esordito nel 1986 nei rally con una Opel Kadett 1.8. È stato campione italiano di specialità nel 2000, su Toyota Corolla e nel 2005 su Subaru Impreza. Nel 2001 ha partecipato a qualche gara del Trofeo Italiano Rallies vincendo il rally dell'Asinara. Nel 2003 e nel 2005 è stato anche campione italiano di Gruppo N.
Nel 2006 ha corso con la Subaru Impreza del team Aimont Racing, di cui è diventato proprietario alla fine del 2005. In quella stagione ha vinto i rally dell'Adriatico e quello di San Marino. Nel 2007 si è imposto nei rally di San Marino e della Costa Smeralda, classificandosi quinto nel Campionato italiano.
Ha vinto tante edizioni del rally 111 minuti (con le Renault Clio Williams gruppo A e con le Super 1600). Ha Partecipato ad alcune edizioni dei Rally Valli Ossolane con la Renault gt turbo. Nel 2008 ha vinto il Monza Master Show. Alla fine dei 2 giorni di gara al Monza Rally Show è arrivato terzo con la Subaru Impreza WRC navigato da Capitan Ventosa. Nel dicembre 2008 al motorshow di Bologna si è aggiudicato il WRC Italia aggiudicandosi così di diritto la partecipazione al memorial Bettega.
Il 4 ottobre 2009 Piero ha preso parte alla 5ª edizione del memorial Cristian Zonca al volante della Skoda Fabia S2000. L'11 febbraio 2010 Piero Longhi è passato alla Twister corse ed ha corso sulla Peugeot 207 Super 2000 ed il giorno successivo ha effettuato i primi test con la Peugeot 207 Super 2000 sul circuito di Franciacorta.
Nel 2011 ha vinto il campionato sloveno a bordo della SKODA FABIA S2000.
Attualmente corre nella formula 2000 light nel team Twister Corse, insieme al compagno di squadra Paolo Viero.

## Palmarès
1º Classificato Rally di San Marino 2000, 2005, 2006, 2007 e 2008 su Toyota Corolla WRC o Subaru Impreza WRX STI

1º Classificato Campionato Italiano Rally 2000 su Toyota Corolla WRC

1º Classificato Campionato Italiano Rally 2005 su Subaru Impreza WRX STI

## Risultati nel WRC
| 1987 | Scuderia | Vettura            |  |  |  |  |  |  |  |  |  |  |  |    |  |  |  |  | Punti | Pos. |
| ---- | -------- | ------------------ |  |  |  |  |  |  |  |  |  |  |  | -- |  |  |  |  | ----- | ---- |
| 1987 |          | Renault 5 GT Turbo |  |  |  |  |  |  |  |  |  |  |  | 26 |  |  |  |  | 0     |      |

| 1991 | Scuderia | Vettura        |     |  |  |  |  |  |  |  |  |  |  |  |  |  |  |  | Punti | Pos. |
| ---- | -------- | -------------- | --- |  |  |  |  |  |  |  |  |  |  |  |  |  |  |  | ----- | ---- |
| 1991 |          | Fiat Uno Turbo | Rit |  |  |  |  |  |  |  |  |  |  |  |  |  |  |  | 0     |      |

| 1993 | Scuderia         | Vettura                   |  |  |  |  |  |  |  |  |  |  |     |  |  |  |  |  | Punti | Pos. |
| ---- | ---------------- | ------------------------- |  |  |  |  |  |  |  |  |  |  | --- |  |  |  |  |  | ----- | ---- |
| 1993 | H.F. Grifone SRL | Lancia Delta HF Integrale |  |  |  |  |  |  |  |  |  |  | Rit |  |  |  |  |  | 0     |      |

| 1994 | Scuderia         | Vettura                         |  |  |  |  |  |  |  |  |   |  |  |  |  |  |  |  | Punti | Pos. |
| ---- | ---------------- | ------------------------------- |  |  |  |  |  |  |  |  | - |  |  |  |  |  |  |  | ----- | ---- |
| 1994 | H.F. Grifone SRL | Toyota Celica Turbo 4WD (ST185) |  |  |  |  |  |  |  |  | 8 |  |  |  |  |  |  |  | 3     | 36º  |

| 1996 | Scuderia | Vettura             |  |  |  |  |  |  |  |    |  |  |  |  |  |  |  |  | Punti | Pos. |
| ---- | -------- | ------------------- |  |  |  |  |  |  |  | -- |  |  |  |  |  |  |  |  | ----- | ---- |
| 1996 |          | Renault Mégane Maxi |  |  |  |  |  |  |  | 13 |  |  |  |  |  |  |  |  | 0     |      |

| 1997 | Scuderia | Vettura             |  |  |  |  |  |  |  |  |  |  |  |     |  |  |  |  | Punti | Pos. |
| ---- | -------- | ------------------- |  |  |  |  |  |  |  |  |  |  |  | --- |  |  |  |  | ----- | ---- |
| 1997 |          | Renault Mégane Maxi |  |  |  |  |  |  |  |  |  |  |  | Rit |  |  |  |  | 0     |      |

| 1999 | Scuderia           | Vettura             |  |  |  |  |  |  |  |  |  |  |  |    |  |  |  |  | Punti | Pos. |
| ---- | ------------------ | ------------------- |  |  |  |  |  |  |  |  |  |  |  | -- |  |  |  |  | ----- | ---- |
| 1999 | Treviso Rally Team | Renault Mégane Maxi |  |  |  |  |  |  |  |  |  |  |  | 12 |  |  |  |  | 0     |      |

| 2000 | Scuderia         | Vettura            |  |  |  |  |  |  |  |  |  |  |  |     |  |  |  |  | Punti | Pos. |
| ---- | ---------------- | ------------------ |  |  |  |  |  |  |  |  |  |  |  | --- |  |  |  |  | ----- | ---- |
| 2000 | H.F. Grifone SRL | Toyota Corolla WRC |  |  |  |  |  |  |  |  |  |  |  | Rit |  |  |  |  | 0     |      |

| 2001 | Scuderia | Vettura            |     |  |  |  |  |  |  |  |  |  |    |  |  |  |  |  | Punti | Pos. |
| ---- | -------- | ------------------ | --- |  |  |  |  |  |  |  |  |  | -- |  |  |  |  |  | ----- | ---- |
| 2001 | Step 2   | Toyota Corolla WRC | Rit |  |  |  |  |  |  |  |  |  | 14 |  |  |  |  |  | 0     |      |

| 2021 | Scuderia | Vettura                |  |  |  |  |  |  |  |  |  |  |  |    |  |  |  |  | Punti | Pos. |
| ---- | -------- | ---------------------- |  |  |  |  |  |  |  |  |  |  |  | -- |  |  |  |  | ----- | ---- |
| 2021 |          | Škoda Fabia Rally2 Evo |  |  |  |  |  |  |  |  |  |  |  | 59 |  |  |  |  | 0     |      |